# Grias neuberthii
Grias neuberthii är en tvåhjärtbladig växtart som beskrevs av James Francis Macbride. Grias neuberthii ingår i släktet Grias och familjen Lecythidaceae. Inga underarter finns listade i Catalogue of Life.

## Bildgalleri

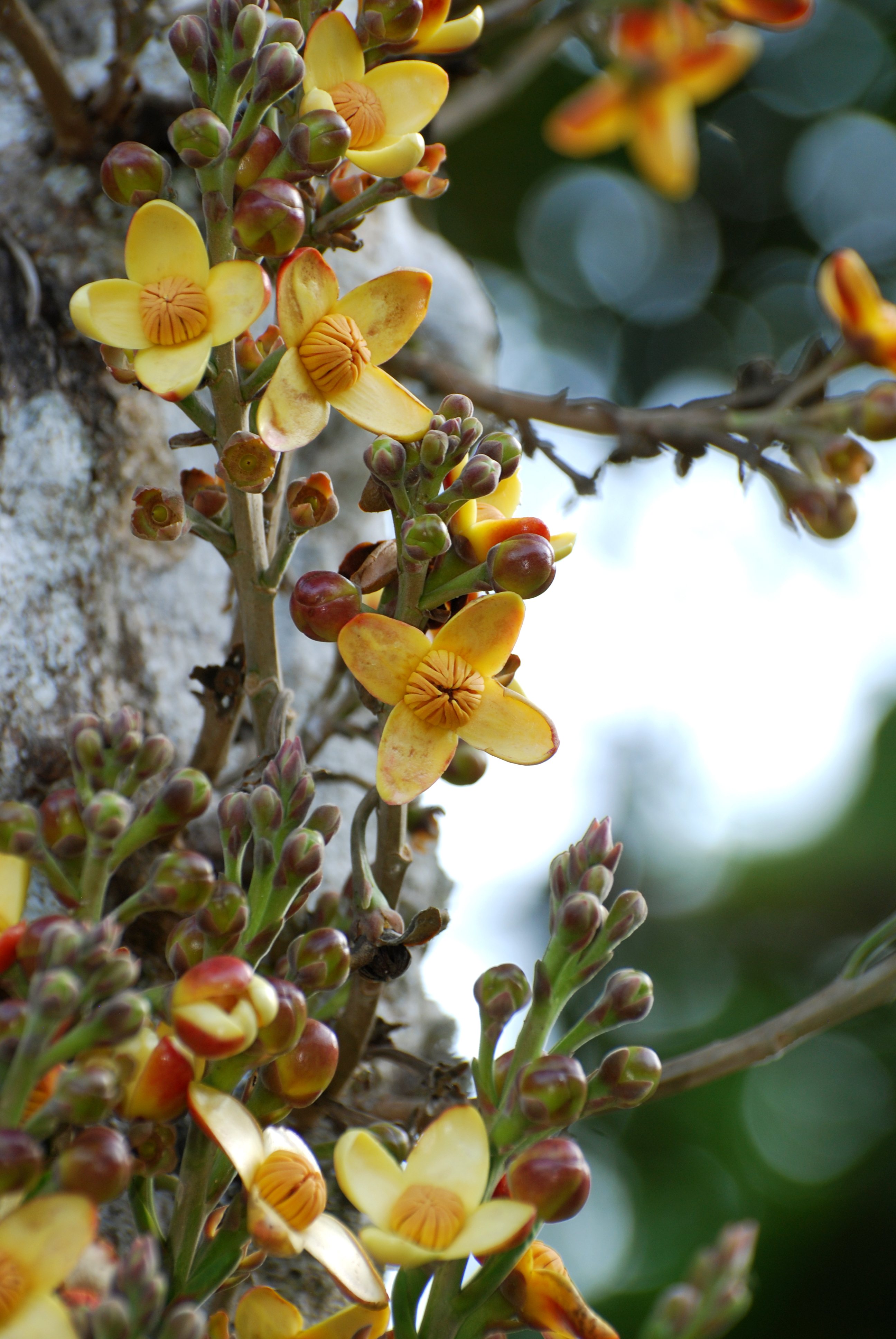